# Elymus duthiei
Elymus duthiei là một loài thực vật có hoa trong họ Hòa thảo. Loài này được (Melderis) G.Singh mô tả khoa học đầu tiên năm 1983.